# Russo-Balt
Russo-Balt (en rus: Русско-Балтийский вагонный завод, Rusko Baltiski Vagoni zavod) o RBVZ (РБВЗ) fundada el 1869 va ser la primera marca de vehicles produïda a l'Imperi Rus des de 1909, fins al 1923.

## Fàbrica de vagons Russo-Balt
La fàbrica de vagons de tren va ser fundada a Riga, en aquest moment, part de l'Imperi Rus i el més gran centre industrial de l'imperi. Originàriament l'empresa era una subsidiària de l'empresa alemanya Van der Zypen & Charlier amb base a Colònia (Alemanya), fundada el 1869 per a l'assemblatge dels seus productes. El 1874 és quan es converteix en l'empresa RBVZ pròpiament dita.
El 1894 la majoria de les accions van ser adquirides per inversors de Riga i Sant Petersburg, entre ells els comerciants germanobàltics F. Meyer, K. Amelung, i Chr. Schroeder, així com Schaje Berlin, família d'Isaiah Berlin. L'empresa va arribar a tenir 3800 empleats.
Ocupava un espai de quasi vint hectàrees, i produïa no només vagons de ferrocarril, sinó també maquinària agrícola, motors d'explosió, etc. El 1908, s'obre una divisió per a la fabricació d'automòbils dintre de l'empresa.

### Fabricació de automòbils

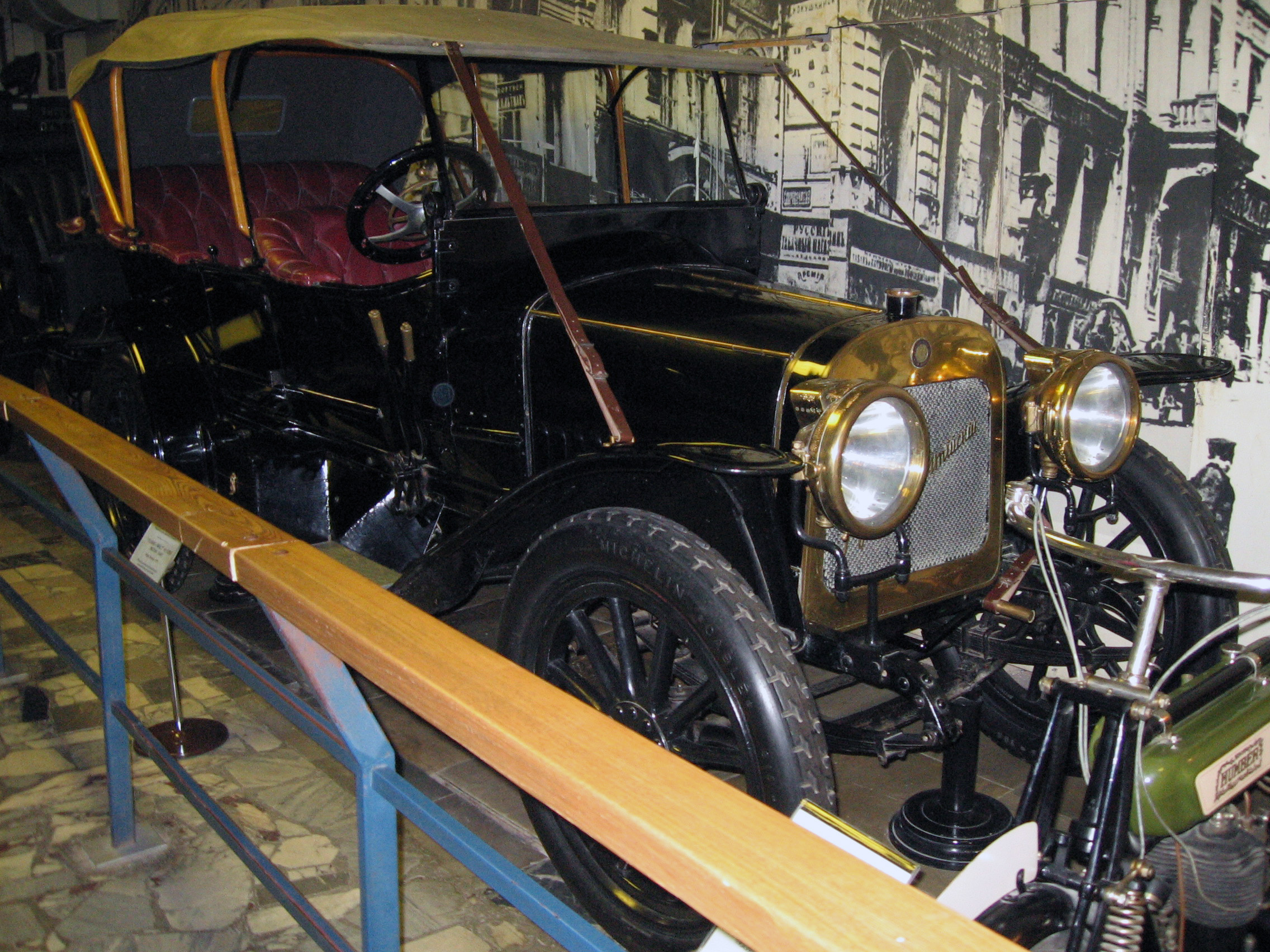
Russo-Balt al Museu de l'Automòbil de Moscou.

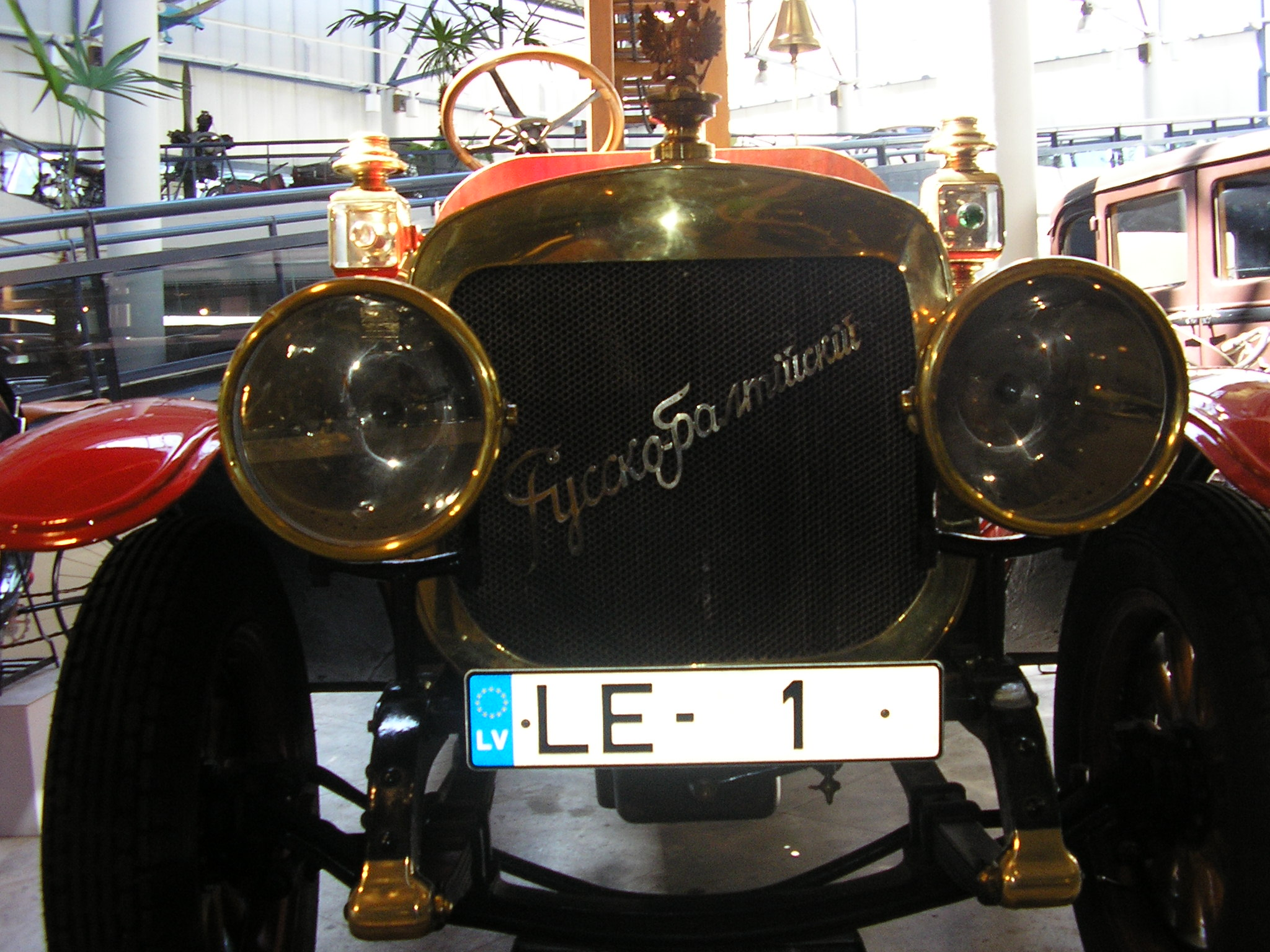
Cotxe de bombers Russo-Balt D24/40 del 1912, al Museu del Motor de Riga.

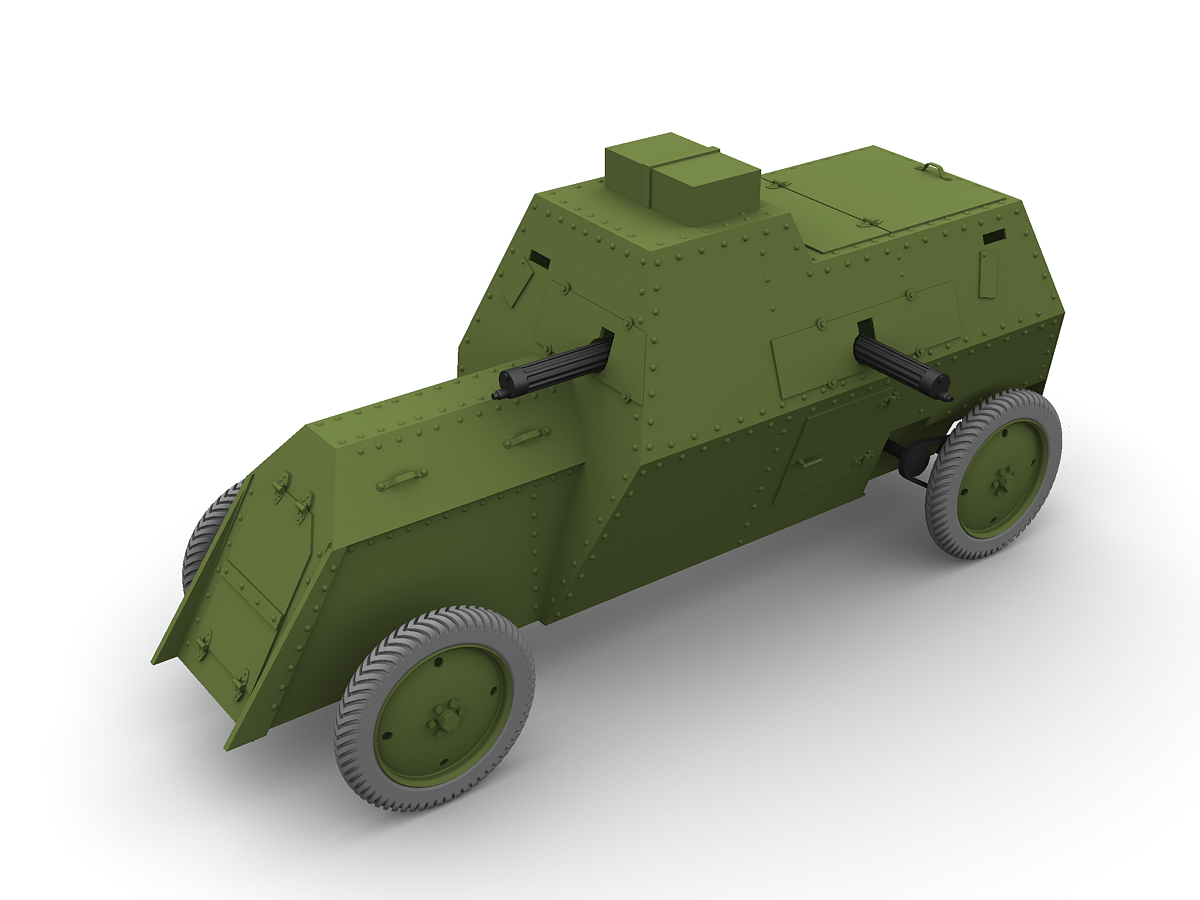
Vehicle blindat Russo-Balt (1914).

S'inicia en col·laboració amb la marca belga Fondu, estant el seu primer dissenyador en cap un dels seus enginyers, el belga J. Potter. Com no hi havia peces de fabricació pròpia, l'activitat inicial va ser l'assemblatge d'automòbils i no la seva fabricació.
Entre 1909 i 1915 es van construir vehicles en la fàbrica ferroviària RBVZ. El primer vehicle propi va sortir el 26 de maig de 1909, i va ser el «S24/30» (С24/30 ), un biplaça esportiu, de 24 cavalls, amb una potència màxima de 30, d'aquí la seva denominació, que romandria pels següents vehicles.
La següent sèrie va ser la K 12/15 amb un motor de 2.2 litres i d'un sol bloc. Els vehicles d'aquesta sèrie van tenir constants modificacions, comptabilitzant-se'n unes 30. El 1910 l'empresa va adquirir la fàbrica "Freze" (Фрезе) a Sant Petersburg, convertint-se en una filial de la Russo-Balt, però que la seva producció estava orientada a la producció de blindats per a l'exèrcit.
La "Russo-Balt" també va fabricar camions, autobusos, cotxes de bombers, camions postals, vehicles tot terreny per a l'exèrcit, automòbils esportius (assolint una velocitat màxima de 130 km/h). Camions de 5 tones T40 se'n van produir 20, de dues tones M24 se'n van produir 19, i del camió lleuger D24 9 unitats. Va ser la primera fàbrica a produir automòbils en sèrie. Cada sèrie variava entre 3 i 70 cotxes, caracteritzant-se per la seva alta qualitat i fiabilitat. L'aproximació dels components es feia en centenes de mil·límetres. El cicle complet de fabricació es realitzava a l'empresa, incloent la reparació d'automòbils.
La fàbrica durant el seu funcionament es va ampliar successivament, incrementant la producció d'automòbils i llançament de nous models. Entre 1908 i 1919 es van produir 625 vehicles de diferents tipus. La Primera Guerra Mundial va interrompre el desenvolupament de la fàbrica. La divisió d'automòbils es va evacuar a Moscou i Petrograd, i la secció de vagons a Tver. El 1917 la Russo-Balt de Petrograd va produir 42 automòbils dels models S24/40 i entre 1923 i 1926 la BTAZ de Moscou va produir 22 vehicles del mateix model.
El 1922, tota la producció va ser traslladada de Sant Petersburg a l'empresa BTAZ a Moscou. L'empresa Russo-Balt va produir camions, autobusos i cotxes, i algunes vegades rèpliques de l'empresa alemanya Rex-Simplex o la belga Fondu.
Només dos vehicles originals es conserven en l'actualitat. Un és el cotxe de bombers Russo-Balt construït sobre un xassís tipus D el 1912. El vehicle és mostrat al Museu del Motor de Riga, Letònia. Un altre Russ-Balt K12/20 de 1911 es conserva al Museu Politècnic de Moscou, Rússia.

### Fabricació de l'avió Ilya Muromets
L'avió Ilya Muromets es va desenvolupar a la divisió aèria de la Russo-Balt de la fàbrica de Sant Petersburg, sota la direcció d'Igor Sikorsky. L'equip de la divisió estava compost pels dissenyadors K.K. Ergant, M.F.Klimikseev, A.A Serebrennikov, A.S. Kudachev, G. P. Adler, entre d'altres.
L'Ilya Muromets va ser el perfeccionament del Russky Vityaz, en què s'havia verificat completament la seva efectivitat, i sense canvis substancials del disseny de l'avió, es van col·locar quatre motors a l'ala baixa de l'aparell, amb un fuselatge tornat a dissenyar. Amb la col·locació de quatre motors "Argus" de 100 HP cadascun, l'aparell tenia el doble de longitud i capacitat de càrrega, així com un vol a altitud màxima. L'Ilya Muromets es va convertir el primer bombarder estratègic quadrimotor del món.
El 1918 el departament d'aviació va ser nacionalitzat. El 1941 la planta va ser traslladada a Novossibirsk al districte federal de Sibèria.

## Resurrecció de l'empresa

### Russo-Balt a Riga
A Riga, Letònia, existeix una empresa anomenada Russo-Balt que fabrica remolcs. No hi ha connexió entre la mateixa i l'empresa Russo-Balt de la preguerra excepte el nom de l'empresa.

### Vehicles de luxe Russo-Balt

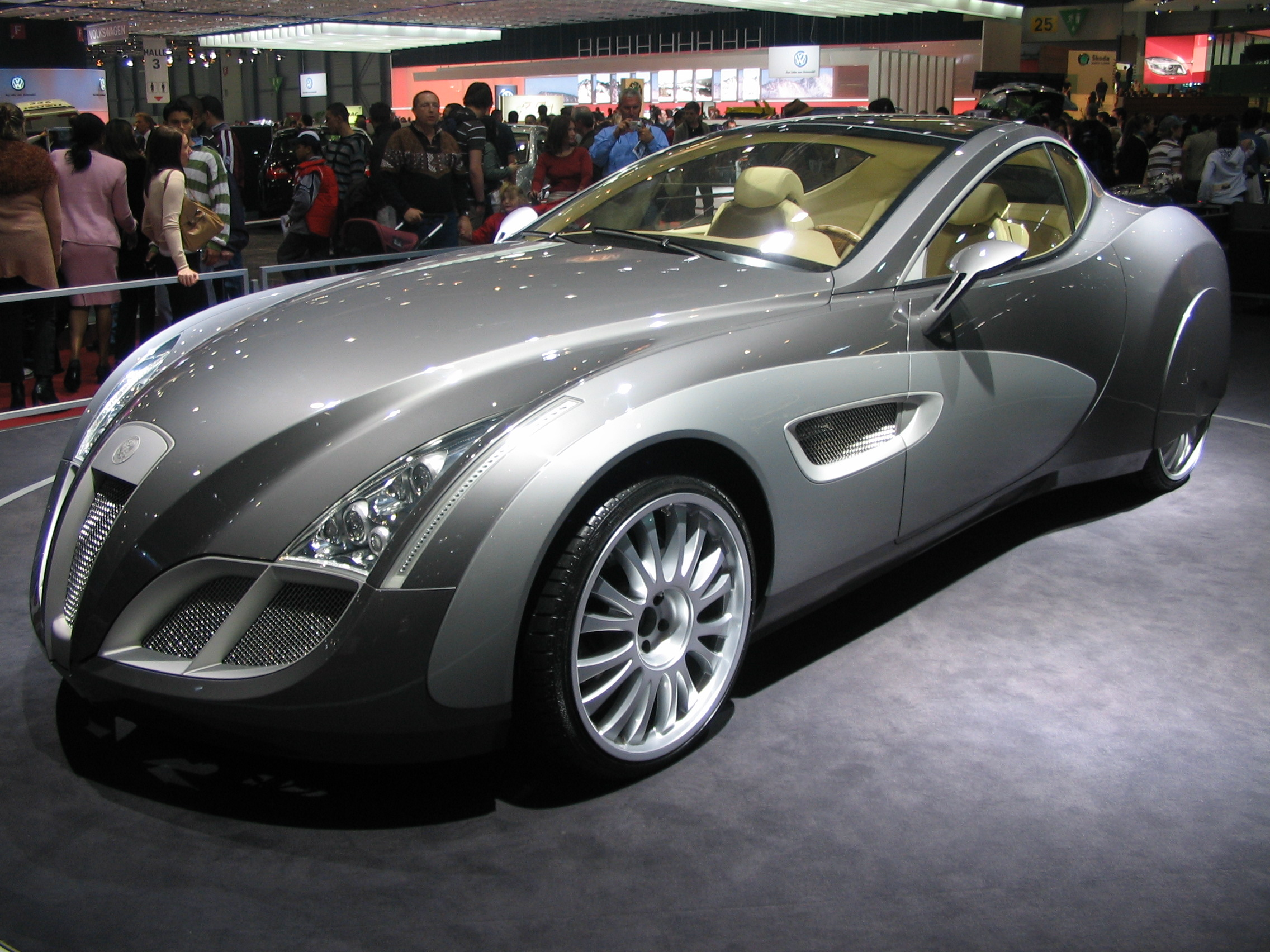
Russo-Baltique Impression (2006).

L'empresa Russo-Balt va ser ressuscitada el 2006 per un grup d'inversors alemanys i russos per produir un vehicle de luxe, el "Russo-Baltique Impression", un cupè amb unes fortes línies d'estil europeu de finals de la dècada de 1930. Els vehicles utilitzen mecànica Mercedes Benz original del Mercedes CL63 AMG, exposat per primera vegada al Concours d'Elegance de 2006.
El projecte és produir un màxim de 10 o 15 cotxes, amb una mitjana de 2 o 3 a l'any, a l'empresa alemanya Gerg GmbH. El preu de venda al llançament era de 50 milions de rubles o 1.800.000 dòlars americans.